# Portacenere
Il portacenere o, più propriamente,  posacenere è un recipiente destinato a ricevere le ceneri del tabacco e i mozziconi di sigari e sigarette. 

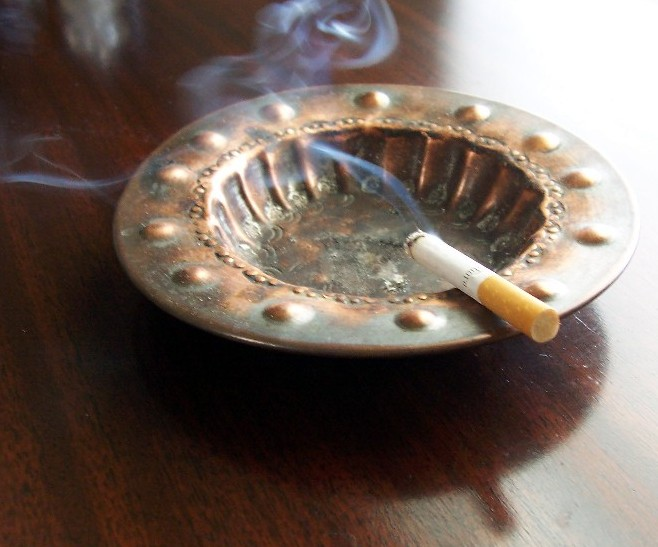
Un portacenere e una sigaretta

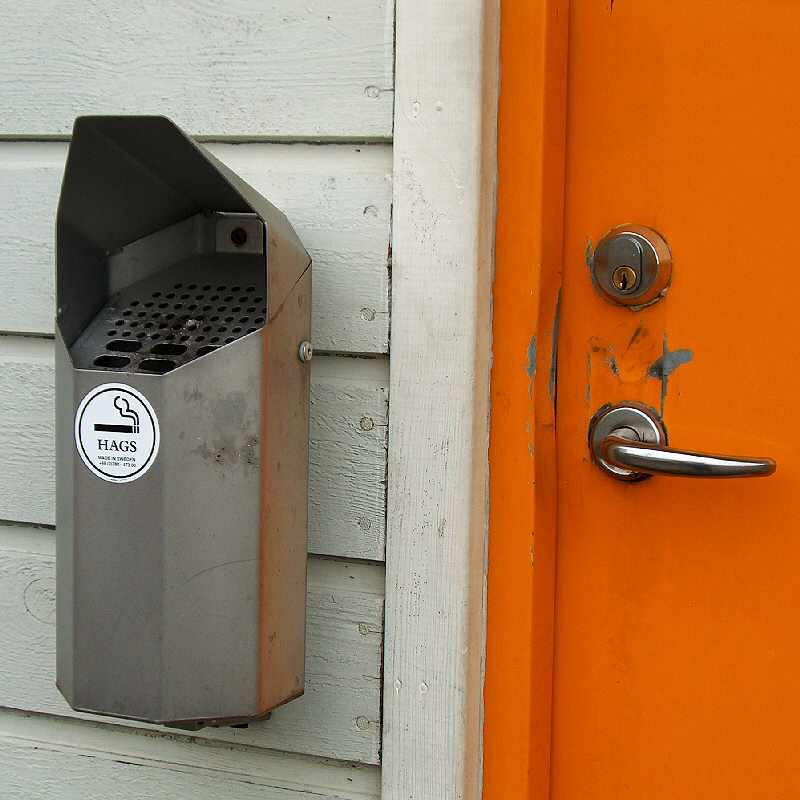
Un posacenere fissato a parete

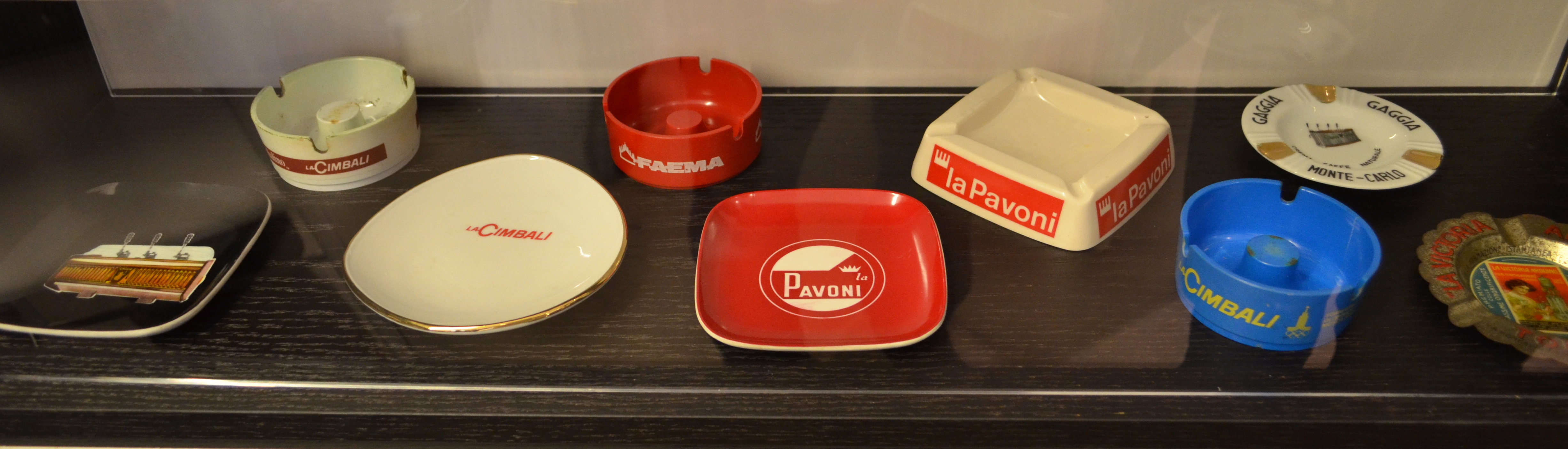
Posaceneri pubblicitari esposti al MUMAC

## Modelli
Esiste una grande diversità di forme in funzione dei luoghi e dei gusti:
- Nei luoghi pubblici dove è vietato fumare, il posacenere è generalmente fisso e si trova davanti all'ingresso. Un nuovo modello per spazi esterni è il gettasigarette.
- Per l'uso domestico o per interni è generalmente mobile e decorativo e disponibile sia da tavolo sia da pavimento.
- Esistono modelli portatili e richiudibili, chiamati "portacenere da borsa".
- Nei mezzi di trasporto è congiunto al veicolo.
- Tra gli anni cinquanta e gli anni novanta sono stati commercializzati molti modelli differenti per forma e design[1], si ricordano ad esempio il modello a "sacchetto" e il modello "dondolino"[2] disegnati da Renato Caimi, il modello a colonna disegnato da Joe Colombo e alcuni modelli da tavolo disegnati da Eleonore Peduzzi Riva.
- Nel periodo di massima diffusione i posacenere da tavolo venivano anche proposti come idea regalo in abbinamento all'accendino e al contenitore per le sigarette.

## Uso pubblicitario
Molte marche di sigarette propongono i loro portacenere con impresso il proprio logo.
Grazie alle innumerevoli quantità di portacenere esistenti con loghi di marche di sigarette, di birra o di caffè sono nati molti collezionisti del genere.